# الحمزية (خوارج)
الحمزية هي طائفة من الخوارج افترقت عن فرقة العجاردة بعد سجن عبد الكريم بن عجرد. وهم أصحاب رجل يدعى حمزة بن أكرك أو ابن أدرك العجردي القدري، الذي ظهر في خلافة هارون الرشيد عام 179 من الهجرة.
والحمزية فرقة ثبتوا على قول الميمونية بالقدر وأنهم يرون قتال السلطان خاصة ومن رضي بحكمه فأما من أنكره فلا يرون قتله إلا إذا أعان عليهم أو طعن في دينهم أو صار عونًا للسلطان أو دليلًا له. وحكى زرقان أن العجاردة أصحاب حمزة لا يرون قتل أهل القبلة ولا أخذ المال في السر حتى يبعث الحرب.
وقد وافق القدرية المعتزلة ولم يخالفهم إلا في القول بأن أطفال المشركين في النار، ولذلك كفره عامة العجاردة والمعتزلة، وقد كان حمزة أخطر خارجيٍّ في العجاردة؛ فقد أفسد في سجستان وقوهستان وکرمان ومكران، وهزم الجيوش الكثيرة، وكان إذا قاتل قومًا وهزمهم أمر بإحراق أموالهم وعقر دوابهم وقتل من أسره منهم.
وقد كان يقاتل كل من لم يوافقه؛ فقاتل الخَلَفِية من العجاردة وأفني منهم خلقًا كثيرًا، كما قاتل الخازمية من العجاردة والبيهسية من الخوارج وكاد يستأصلهم، وقد دامت فتنته بخراسان وکرمان وقهستان وسجستان إلى آخر أيام الرشيد وصدر من خلافة المأمون.
ولمـَّا تمكَّن المأمون من الخلافة كتب إلى حمزة كتابًا يدعوه فيه إلى طاعته فما ازداد إلَّا عنادًا وإفسادًا، فوجه إليه المأمون جيشًا بقيادة طاهر بن الحسين، فدارت بينهما حروبٌ قُتِلَ فيها أكثر من ثلاثين ألفًا من الفريقين، وأكثر القتلى من أتباع حمزة.
ثم انهزم الحمزية إلى کرمان، ولما استدعى المأمون طاهر بن الحسین من خراسان طَمِعَ حمزةُ في خراسان وتوجَّه إليها بجيشه، فخرج إليهم عبد الرحمن النيسابوري في عشرين ألف مقاتل، فهزموا الحمزيَّة وقتلوا عددًا كبيرًا منهم، وفرَّ حمزة جريحًا ومات متأثرا بجراحه في هزيمته سنة 213 هجرية.